# 鴨綠江茴魚
鴨綠江茴魚（Thymallus yaluensis）是鮭形目鮭科茴鱼属的一種溫帶淡水輻鰭魚，分布於东亚中朝边界的鴨綠江流域，體長可達20（7.9英寸），棲息在水質清澈且冰冷的溪流底中層水域，生活習性不明。

## 擴展閱讀
維基物種上的相關：鴨綠江茴魚